# Benedikt VII.
Benedikt VII. (??, Řím – 10. července 983, Řím) byl papežem od října 974 až do své smrti.

## Životopis
Narodil se jako syn Deodata, byl vnukem Albericha II. ze Spoleta a synovcem papeže Jana XII. Stal se čtvrtým papežem z rodu hrabat z Tuscula.
Benedikt vykonával do roku 974 úřad biskupa v Sutri.

### Cesta k papežskému trůnu
V roce 974 dal aristokrat Crescentius zvolit vzdoropapeže Bonifáce VII., který dal zavraždit současného papeže Benedikta VI. Když se do Říma vydal císař Otta II., uprchl Bonifác VII. s církevním pokladem do Konstantinopole. Koncem roku 974 synod v Římě uprchlíka odsoudil a na žádost arcibiskupa Adalbera z Remeše potvrdil odvolání biskupa Theobalda z Amiensu, ke kterému došlo již v roce 948. Má se za to, že rozhodnutí synodu byla sdělena do Byzance.
V Římě byl mezitím zvolen papežem Benedikt VII., který do té doby vykonával funkci biskupa v Sutri. Bonifáce VII. dal vyobcovat z církve. Zemřel 10. července 983, čehož využil Bonifác VII., který se vrátil, a dal zabít mezitím nově zvoleného papeže Jana XIV. Zde sehrál velkou roli fakt, že císař Ota II. stojící za Janem XIV., v té době již nežil.

### Význam
Benedikt VII. prosazoval církevní reformu a proselytismus Slovanů, v čemž navázal na úsilí Benedikta VI. Pod vlivem clunyjského kláštera provedl vnitřní církevní reformu a mimo jiné odsoudil svatokupectví. Zemřel 10. července 983 a byl pohřben v bazilice Santa Croce in Gerusaleme v Římě.